# Жалалетдинов, Вакиль Ахарович
 Жалалетдинов Вакиль Ахарович  (род. 27 октября 1955 года) — певец, народный артист Республики Башкортостан (2002).
В 1984 году окончил УГИИ (педагог Б. Н. Валеева).
Солист Башкирской государственной филармонии имени Хусаина Ахметовав г. Уфа.
Исполнитель башкирских эстрадных песен: Берзан берем-газиз ерем, Бахет йыры, Манге балкы Башкортостан, Хугышта югалган халдаттар, Бирмайбез утка, Матур икан был доньялари и др., башкирских народных песен.
В репертуаре певца также арии из опер Н. А. Римского-Корсакова, П. И. Чайковского, Дж. Верди, оперетт И.Кальмана, И.Штрауса, сочинения отечественных и зарубежных композиторов.

## Награды и премии
- Народный артист Республики Башкортостан (2002)[1]
- Заслуженный артист Республики Башкортостан (1995)
- Лауреат Республиканского конкурса молодых певцов на приз имени Г.Альмухаметова (1979).